# Peggy, the Will O' the Wisp
Peggy, the Will O' the Wisp is een Amerikaanse dramafilm uit 1917 onder regie van Tod Browning. De film is wellicht zoekgeraakt.

## Verhaal
Neil Dacey is verloofd met Peggy Desmond. Terence O'Malley is ook geïnteresseerd in haar, maar zijn oom verbiedt hem om met Peggy te trouwen. Tijdens een gevecht over het onderwerp vermoordt Terence zijn oom met het geweer van Neil. De autoriteiten verdenken Neil daarom van de moord. Om haar verloofde te redden verkleedt Peggy zich als een dwaallicht. Op die manier kan ze Terence tot een bekentenis overreden.

## Rolverdeling
| Acteur             | Personage           |
| ------------------ | ------------------- |
| Mabel Taliaferro   | Peggy Desmond       |
| Thomas Carrigan    | Kapitein Neil Dacey |
| William J. Gross   | Anthony Desmond     |
| Sam J. Ryan        | Jonker O'Malley     |
| Nathaniel Sack     | Terence O'Malley    |
| Tom O'Malley       | Shamus Donnelly     |
| Florence Ashbrooke | Sarah               |
| Clara Blandick     | Mevrouw Donnelly    |
| John J. Williams   | Muldoon             |